# Écriture gothique
Ne doit pas être confondu avec Alphabet gotique.
L’écriture gothique est une forme de l’alphabet latin apparue à la fin du Moyen Âge. Il ne faut pas confondre cette manière d’écrire l’alphabet latin avec l’alphabet gotique.
Cette écriture est parfois appelée « lettre noire » (black letter ou blackletter en anglais). Les Allemands, quant à eux, parlent d’écriture « brisée » (gebrochene Schrift), car les arrondis sont brisés, évoquant les arcs de l’architecture gothique.
Les caractères gothiques ont longtemps été en concurrence avec les caractères dits « latins » ou « romains », notamment en Allemagne, où le débat (appelé querelle Antiqua-Fraktur) occupa tout le XIXe siècle et la première moitié du XXe.
L’écriture gothique n’est plus guère utilisée aujourd’hui qu’à des fins ornementales ou publicitaires, notamment dans des enseignes, ainsi que dans les manchettes et logos de certains quotidiens, surtout de langues anglaise et allemande. On n’y utilise jamais uniquement les lettres capitales, contrairement aux autres écritures (voir le dernier paragraphe de la section ci-dessous).

## Naissance et évolution

### Apparition de l'écriture gothique
Au XIe siècle : apparition de la minuscule gothique (gothique « primitive ») dans le Nord de la France (scriptoriums de l’abbaye de Corbie et de l’abbaye de Saint-Riquier), en Flandre et en Angleterre.
Au XIIe siècle : extension en Allemagne.

### Les différentes écritures gothiques

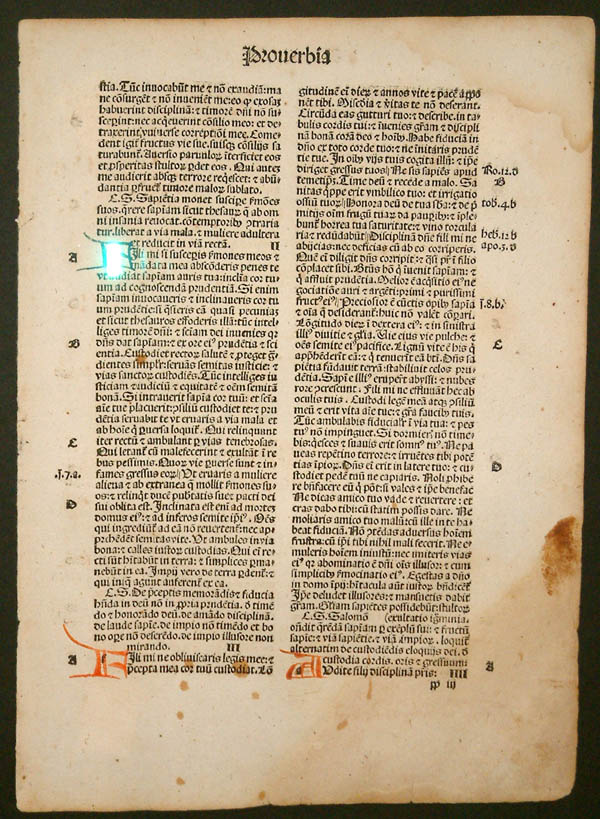
Page d’une Bible de 1497, imprimée à Strasbourg par J. R. Grueninger.

- Milieu du XIIe siècle : apparition de la gothique textura.
- XIIIe siècle :
  - La gothique textura devient l’écriture de l’Europe occidentale,
  - Parallèlement se développe la rotunda dans le Sud de l’Europe et la bastarda dans le Nord de la France et aux Pays-Bas.
- XVe siècle : la textura est le premier type de caractères utilisés dans l’imprimerie (édition de la Bible).
- Milieu du XVe siècle : l’écriture humanistique se développe en Italie. Ces caractères supplantent rapidement en Europe (excepté en Allemagne) les caractères gothiques pour l’imprimerie.
- Fin du XVe siècle : création et diffusion de la gothique schwabacher (Allemagne) sous l’influence des écritures humanistiques.
- Début du XVIe siècle : naissance de la gothique Fraktur (Allemagne).
- XVIe siècle au milieu du XXe siècle : utilisation répandue de la Fraktur pour l’imprimerie (Allemagne).
- XIXe siècle : fixation de la gothique manuscrite Kurrentschrift (Allemagne).
- Vers 1918 : remplacement de la Kurrentschrift par la Sütterlin (créée par Ludwig Sütterlin).
- En 1934, un décret du 7 septembre impose le Schwabacher et le Fraktur comme caractères d'écriture et d'impression.
- En 1941, un décret du 3 janvier de Martin Bormann décide d'en supprimer l'usage. Il décrète l’abandon du gothique au profit de l’écriture latine, appelée Antiqua et des Linéales par simplification pour la typographie, et Normalschrift pour l’écriture cursive enseignée dans les écoles. Cette décision est censée accompagner l'émergence d'un Reich paneuropéen du point de vue d'Adolf Hitler qui contestait dès 1934 l'allemanité de l'écriture gothique et considérait que les caractères latins étaient d'essence européenne[2]. Un prétexte avancé par la propagande est que ce type de caractères ressemblait à ceux utilisés dans la Torah[3],[4].

## Typologie

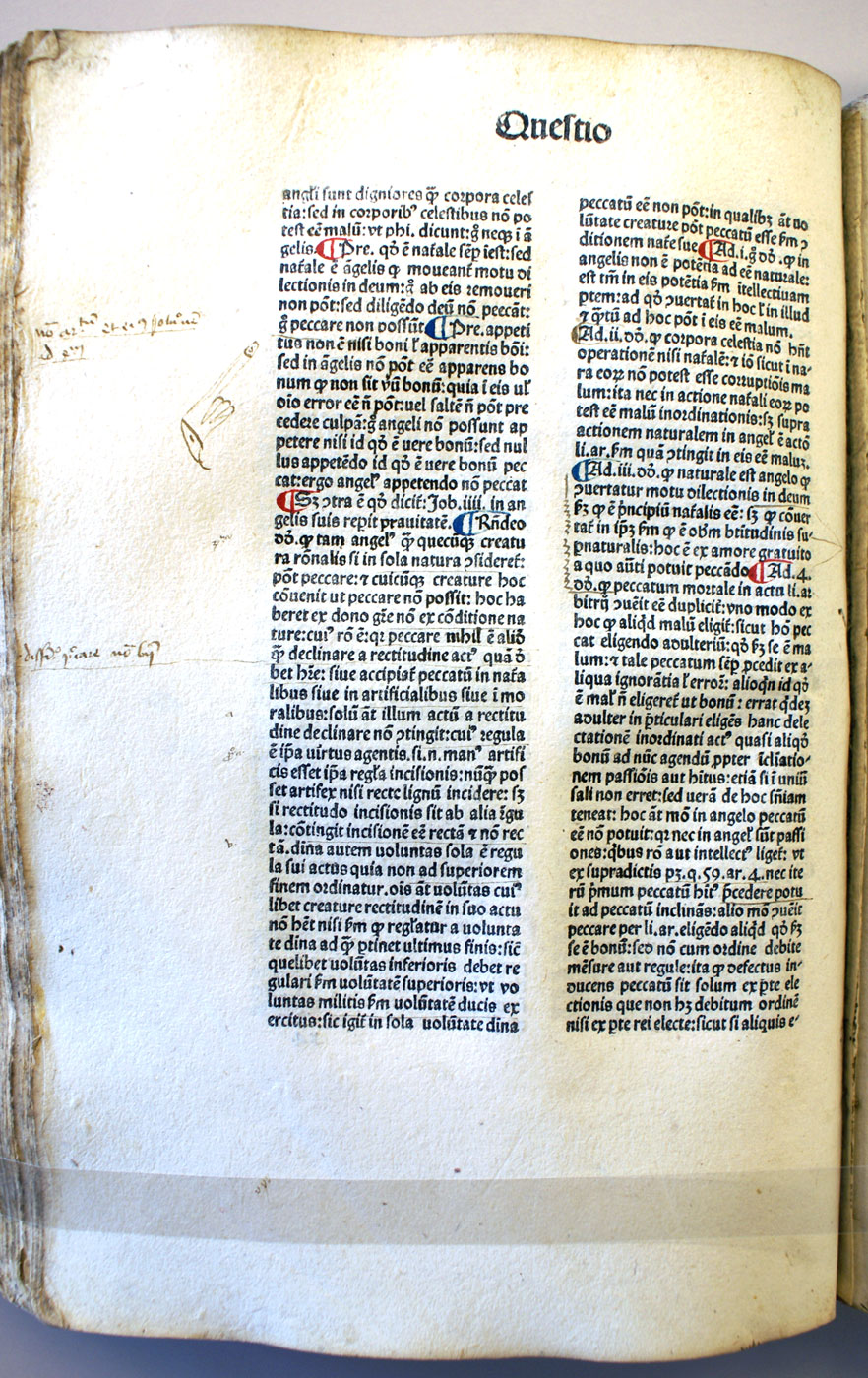
Somme théologique (1477), rédigée dans une gothique rotunda, dite aussi « lettre de somme ».

L’écriture gothique est une déformation de la minuscule caroline, selon un mouvement qui a commencé dans l'Europe septentrionale, plus précisément dans le royaume anglo-normand. Le tracé des lettres, d’arrondi, devient anguleux. Les raisons historiques de ces déformations ne sont pas parfaitement connues. L'apparition de la plume d'oie au VIIe siècle et sa généralisation aurait aussi joué un rôle selon Émile Javal : « c'est la forme carrée du bec de plume qui a donné naissance à l'écriture gothique », ainsi que la tendance à lier les lettres afin d'écrire plus rapidement et ainsi répondre à la demande croissante de textes. Selon Charles Higounet, la recherche d'une nouvelle esthétique aurait aussi joué : « La coïncidence entre la brisure de l'écriture et la généralisation de l'arc brisé en architecture est trop frappante pour avoir été entièrement fortuite. »
Claude Mediavilla distingue les principaux types suivants :
- Gothique primitive : employée de 1070 jusqu'au début du XIIIe siècle.
- Gothique textura, appelée littera textura ou littera formata, « lettre de forme » ou black letter. C’est l’écriture du Moyen Âge par excellence, en usage du XIIIe siècle au XVe siècle.
- Gothique rotunda, employée au XIVe siècle et au XVe siècle. Arrondie, cette écriture « est le type même de la lettre de somme ; elle servit en effet à transcrire la Somme théologique de saint Thomas d'Aquin, d'où cette appellation[8] ».
- Gothique cursive, XIVe siècle : écriture cursive dérivée du gothique. Penchée, anguleuse, serrée.
- Gothique bâtarde ou Schwabacher XVe siècle
- Gothique Fraktur, apparue au XVIe siècle et dérivée de la Schwabacher. Elle est à l’origine de caractères d’imprimerie longtemps utilisés dans les pays de langue germanique. Fraktur a servi à désigner toutes les gothiques allemandes, par opposition à l’Antiqua, ensemble des écritures « latines ».
- lettre de civilité, employée au XVIe siècle.

## Adaptations typographiques
La gothique est une minuscule manuscrite qui utilise de nombreuses abréviations et ligatures. Les majuscules sont peu individualisées, à l’exception des initiales qui sont dessinées, ornementées et coloriées selon des types variables, onciales, capitales lombardes, etc. Les premiers caractères typographiques créés reprennent les écritures gothiques en usage. Les polices vont évoluer selon leur logique propre avec le temps.
On va créer des capitales et des caractères particuliers pour disposer de polices complètes, qui auront peu à voir avec les écritures manuscrites d’origine. C’est particulièrement vrai pour les créations des XIXe et XXe siècles qui cherchent délibérément un retour plus ou moins historiciste aux formes médiévales. En Allemagne, la tradition de la gothique s’est maintenue à peu près constamment et les créations modernes introduisent des innovations formelles.

## Unicode
Les caractères de lettres noires mathématiques sont codés séparément en Unicode dans la plage de symboles alphanumériques mathématiques à U + 1D504-1D537 et U + 1D56C-1D59F (gras), à l'exception des lettres individuelles déjà codées dans la plage de symboles de type lettre (de S long à U + 017F),.
Ce bloc de caractères ne doit être utilisé que pour définir du texte mathématique, car ces textes utilisent des symboles de lettres noires contrairement aux autres styles de lettres. Pour la prose stylisée en lettres noires, les lettres latines normales doivent être utilisées, en choisissant la police ou un autre balisage indiquant le style des lettres noires.
Les noms de caractères utilisent le mot « Fraktur » pour les symboles alphanumériques mathématiques, tandis que « lettre noire » est utilisé pour les caractères de la plage de symboles de type lettre.
Fraktur Mathématique :
𝔄 𝔅 ℭ 𝔇 𝔈 𝔉 𝔊 ℌ ℑ 𝔍 𝔎 𝔏 𝔐 𝔑 𝔒 𝔓 𝔔 ℜ 𝔖 𝔗 𝔘 𝔙 𝔚 𝔛 𝔜 ℨ 
𝔞 𝔟 𝔠 𝔡 𝔢 𝔣 𝔤 𝔥 𝔦 𝔧 𝔨 𝔩 𝔪 𝔫 𝔬 𝔭 𝔮 𝔯 𝔰 𝔱 𝔲 𝔳 𝔴 𝔵 𝔶 𝔷
Fraktur Mathématique en Gras:
𝕬 𝕭 𝕮 𝕯 𝕰 𝕱 𝕲 𝕳 𝕴 𝕵 𝕶 𝕷 𝕸 𝕹 𝕺 𝕻 𝕼 𝕽 𝕾 𝕿 𝖀 𝖁 𝖂 𝖃 𝖄 𝖅 
𝖆 𝖇 𝖈 𝖉 𝖊 𝖋 𝖌 𝖍 𝖎 𝖏 𝖐 𝖑 𝖒 𝖓 𝖔 𝖕 𝖖 𝖗 𝖘 𝖙 𝖚 𝖛 𝖜 𝖝 𝖞 𝖟
Note : (Ce qui précède peut ne pas s'afficher entièrement dans tous les navigateurs Web.)
Les polices prenant en charge la gamme incluent Code2001 (en), Cambria Math, et Quivira (style de texture).
Pour l'écriture normale de texte, les points standards du code latin sont utilisés. Le style de lettre noire est alors déterminé par une police avec des glyphes de lettre noire.

## Galerie

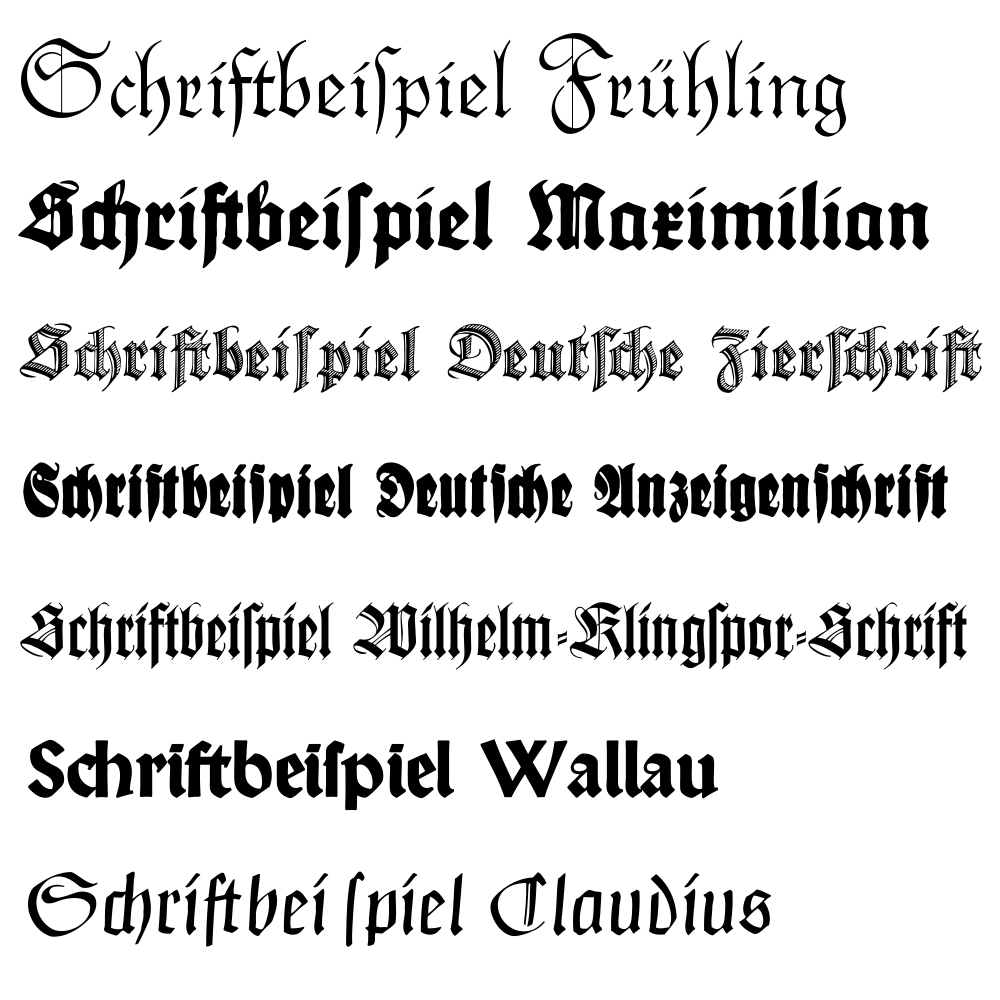
Polices « gothiques » allemandes, créations modernes de Rudolf Koch.
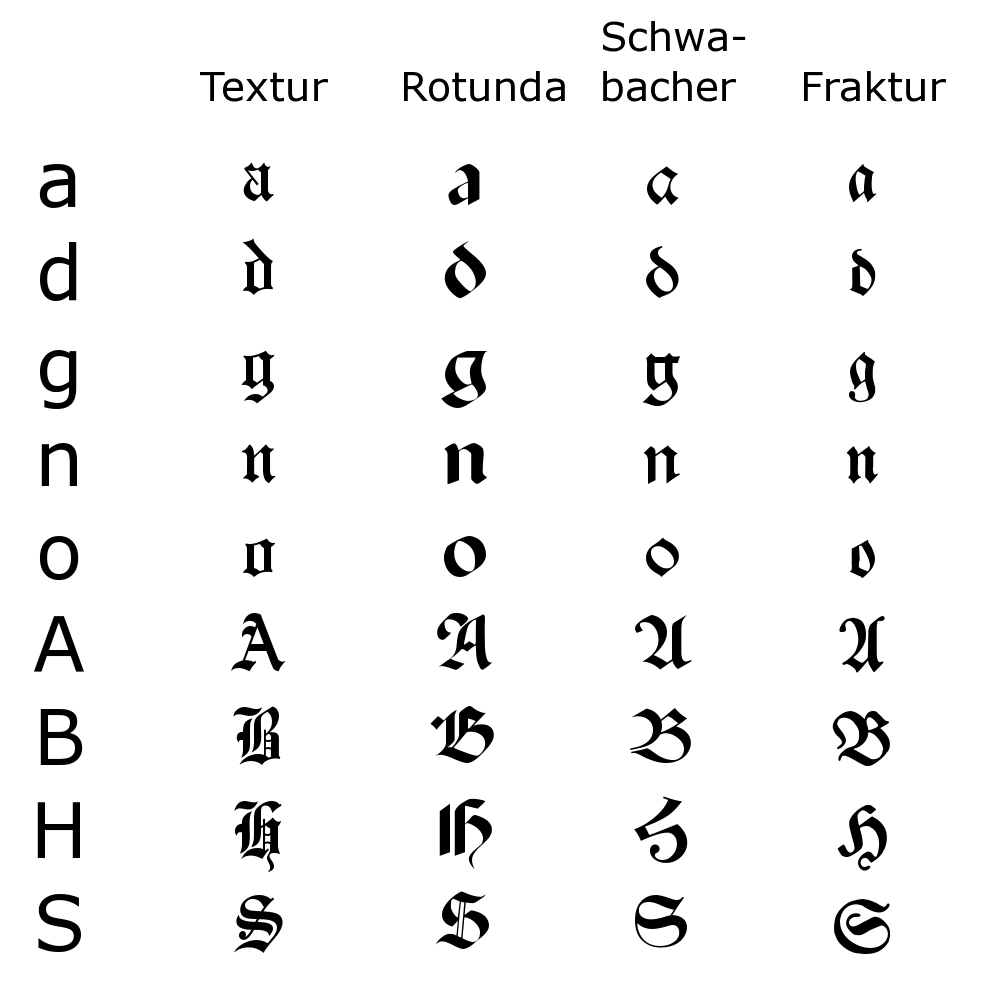
Différents types de polices typographiques gothiques.
Police textualis.